# تپه چغا مشهدی
تپه چغا مشهدی مربوط به دوره عیلامیان - هزاره اول قم است و در شهرستان مهران، بخش صالح آباد، شهرک صالح آباد واقع شده و این اثر در تاریخ ۱۴ مرداد ۱۳۸۲ با شمارهٔ ثبت ۹۵۱۴ به‌عنوان یکی از آثار ملی ایران به ثبت رسیده است.